# 7,5 cm KwK 37 L/24
Il 7,5 cm Kampfwagenkanone 37 L/24 (letteralmente "cannone da 7,5 cm L/24 per veicolo da combattimento modello 37"), abbreviato in 7,5 cm KwK 37 L/24, è stato un cannone da carro armato da 75 mm e canna lunga 24 calibri. Fu estesamente usato durante la seconda guerra mondiale dalla Germania nazista, che lo installò quale armamento principale sulle prime versioni del carro armato medio Panzer IV e del cannone d'assalto Sturmgeschütz III: in quest'ultima configurazione assumeva la denominazione Sturmkanone 37, abbreviata in StuK 37.
Era progettato come un pezzo d'artiglieria per il supporto ravvicinato alla fanteria, capace di sparare una granata ad alto esplosivo: per questo motivo la canna era stata disegnata relativamente corta, in quanto non era necessaria un'alta velocità alla volata. Il pezzo deteneva comunque anche una certa efficacia contro i primi carri armati del secondo conflitto mondiale. Dal marzo 1942 le nuove varianti del Panzer IV e dello StuG III montarono il 7,5 cm KwK 40 a canna lunga, più efficace contro i veicoli corazzati. I KwK 37 sostituiti sui vecchi Panzer IV furono usati per riarmare l'ultima versione del Panzer III (Ausf. N) e altri veicoli di supporto alla fanteria, spesso semicingolati o autoblindo pesanti.
Ogni singolo KwK 37 costava 8 000 Reichsmark dell'epoca, necessitava di sei mesi e 1 400 ore di lavoro-uomo per essere completato. Per la costruzione di ciascun esemplare si utilizzavano le seguenti risorse:
- 1 750 chili di acciaio;
- 5,70 chili di rame;
- 4,20 chili di nichel;
- 2,80 chili di zinco;
- 400 grammi di piombo;
- 300 grammi di stagno;
- 40 grammi di alluminio.

## Munizioni
- K. Gr. rot. Pz. - proiettile perforante con capsula tenera
- Kt. Kw. K. - mitraglia
- Nbgr. Kw. K. - fumogeno
- Gr.38 Hl/A - HEAT
- Gr.38 Hl/B - HEAT
- Gr.38 Hl/C - HEAT
- 7,5 cm Sprgr. 34 - esplosivo

### PzGr. 39/43 perforante
- Peso: 6,8 kg
- Velocità alla volata: 385 m/s

Valori di penetrazione dati su una lastra corazzata a 30° dall'orizzontale
| Gittata | Penetrazione | Probabilità di colpire |
| ------- | ------------ | ---------------------- |
| 100 m   | 41 mm        | 100%                   |
| 500 m   | 39 mm        | 100%                   |
| 1000 m  | 35 mm        | 97%                    |
| 1500 m  | 33 mm        | 82%                    |
| 2000 m  | 30 mm        |                        |

## Veicoli utilizzatori
- Neubaufahrzeug
- Panzer III Ausf. N
- Panzer IV Ausf. A, B, C, D, E, ed F
- Sturmgeschütz III Ausf. A, B, C, D, ed E
- Sd.Kfz. 140/1 Aufklärungspanzer 38(t) mit 7,5 cm KwK 37 L/24
- Sd.Kfz. 233 "Stummel"
- Sd.Kfz. 234 "Stummel"
- Sd.Kfz. 251/9 Schützenpanzerwagen (7,5 cm KwK 37) "Stummel"